# Archaeohyrax
Archaeohyrax és un gènere extint de mamífers notoungulats de la família dels arqueohiràcids que visqueren a Sud-amèrica des de l'Eocè inferior fins a l'Oligocè inferior, fa entre 28,4 i 48 milions d'anys. Se n'han trobat restes fòssils a l'Argentina i Bolívia. Es calcula que devien fer uns 45 cm de llargada. Tenien el crani pla, amb els ossos nasals molt llargs i els narius a l'extrem. El maxil·lar inferior mancava de la primera dent premolar. El nom genèric Archaeohyrax significa ‘Hyrax primitiu’.